# Jesuiterordenen
Jesuiterordenen (latin: Societas Jesu, "Jesu Selskab") er en katolsk orden grundlagt i 1534 af Ignatius af Loyola og stadfæstet af paven i 1540.
Ordenen havde ingen ordensdragt eller klostre. Det var en orden af præster, der ubetinget skulle stille sig til rådighed for paven. Fire opgaver stod i fokus for jesuitterne: Undervisning, skriftemål, prædiken og mission.
Jesuiterordenen var længe en af de mægtigste organisationer inden for den katolske kirke og spillede en afgørende rolle under modreformationen og i den katolske hedningemission.
Oprindeligt måtte den kun have 60 medlemmer, men denne begrænsning blev ophævet i 1543, og i løbet af få år spredte den sig over det meste af verden, hvor den mange steder fik stor indflydelse. Den arbejdede for den katolske kirkes verdensherredømme, og i Paraguay overtog jesuitterne magten.
Ordenen blev ophævet i 1773, men genoprettet i 1814 og driver i dag en lang række skoler og universiteter.

## Jesuiterordenens kendetegn
Jesuiterordenens symbol og segl med monogrammet "IHS" er de tre første bogstaver af ordet "IHΣOYΣ" (Jesus) på græsk, som på samme tid står for:
- "Iesus Hominum Salvator", "Menneskets Frelser Jesus".
- "Habemus Iesum Socium", "Jesus er vor ledsager".
- "Societas Iesu Humilis", "Den ydmyge Jesus's Selskab".

Jesuiterordenens mottoer er: Ad maiorem Dei gloriam "Til større ære for Gud". Det andet er "Tro og Retfærdighed".

## Jesuiterskoler
Den første jesuitskole blev grundlagt 1548 i Messina på Sicilien. I 1599 kom ordenes pædagogiske håndbog Ratio atque Institutio Studiorum Iesu. Loyola havde personligt sat undervisning højt ud fra en pædagogik, der ikke lagde vægt på terperi, men på brugen af belønning og indbyrdes konkurrence for dens positive motivationelle virkning på studierne. Jesuitternes skoler kunne hurtigt vise så gode resultater, at romerske lærere, der underviste efter de gamle metoder, mistede elever og i ren desperation gik løs på jesuitternes skole. Ofte nævnes jesuitterne som dem, der i Europa introducerede brugen af karakterer, og anvendte den som en integreret del af undervisning, muligvis med inspiration fra Kina. I Frankrig blev i slutningen af 1700-tallet introduceret meritokratiske kriterier for ansættelse i den offentlige forvaltning og på højere læreanstalter. De var inspireret af det kinesiske, kejserlige eksamenssystem, der var bragt fra Kina af jesuitterne, som havde adopteret det i deres egne skoler.
Mellem jesuiterordenens ophævelse og genoprettelse 1773-1814 blev 546 skoler lukket. I 2023 er antallet medlemmer af International Association of Jesuit Universities (IAJU) (universiteter og højere læreanstalter) 184, heraf 8 i Afrika, 26 i Europa, 29 i Nordamerika, 30 i Sydamerika og 91 i Asien, heraf 70 i Indien. Hertil kommer gymnasier mv. I Danmark er der én jesuiterskole: Niels Steensens Gymnasium, der blev grundlagt i 1950.
Berømte elever fra jesuiterskoler:
- Descartes
- Kejserinde Maria Theresia af Østrig
- Robespierre
- Kasper Holten
- Gerard Manley Hopkins
- James Joyce
- Dario Campeotto
- Fidel Castro
- Voltaire
- Alfred Hitchcock
- Ruud Lubbers, flygtningehøjkommissær i FN
- Bill Clinton, USAs præsident 1993-2001
- Molière